# Daphne Bunskoek
Daphne Wilhelmina Bunskoek (Almelo, 22 november 1973) is een Nederlandse presentatrice en actrice.

## Opleiding
Bunskoek wist na het vwo niet wat ze verder wilde. Ze volgde aan de universiteit van Reims een jaar taalstudie, daarna studeerde ze aan de Universiteit Twente toegepaste Onderwijskunde en deed vervolgens een opleiding Docent Drama aan de Hogeschool voor de Kunsten Constantijn Huygens in Kampen. Voor deze studie liep ze drie maanden stage in Calgary bij Keith Johnstone.

## Carrière
Bunskoek werkte eerst voor de regionale zender RTV Oost, waar ze samen met Willem Alkema en Eddy Zoëy het programma Jong Belegen presenteerde. Nadat ze voor dit station een reportage maakte over de net bij muziekzender TMF aangenomen Zwolse vj Tooske Breugem, werd Bunskoek gevraagd een screentest bij TMF te doen. Ze werd aangenomen en presenteerde er een aantal jaren lang diverse programma's. Vanaf 2002 tot 2005 is Bunskoek te zien geweest bij onder andere de programma's Ook dat nog!, Ik doe alles voor jou en Goedemorgen Nederland van de omroep KRO.
Na de zomer van 2005 ging Bunskoek aan de slag bij RTL Boulevard, als definitieve opvolger van Beau van Erven Dorens. Tevens was Bunskoek toen een van de presentatoren van RTL Travel. Daarnaast was ze het gezicht van oneMen. Aan het eind van 2006 deed Bunskoek mee aan het BNN-programma Ranking the Stars.
In 2004 maakte Bunskoek haar acteerdebuut in de film Feestje! en haar televisiedebuut als actrice volgde in 2005 met de serie Keyzer & De Boer Advocaten, een advocatenserie van de KRO en NCRV. Op 6 juni 2006 maakten beide zenders bekend dat ze geen vaste rol meer zou spelen omdat ze het te druk had met haar andere werkzaamheden. Bunskoek vertolkte in 2007 een rol in Van jonge leu en oale groond, een regiosoap op TV Oost, geregisseerd door Johan Nijenhuis en Herman Finkers. Op 17 augustus presenteerde Bunskoek samen met Albert Verlinde het afscheidsprogramma De Laatste Show van Tien.
Op 28 mei 2008 maakte RTL bekend dat Daphne Bunskoek stopte met de presentatie van RTL Boulevard. Zelf had ze al diverse keren aangegeven dat ze graag bij de publieke omroep wilde werken. Op 6 juni 2008 presenteerde ze voor het laatst het programma RTL Boulevard. Na de zomer maakte Bunskoek, op 1 september, bij De Wereld Draait Door bekend dat ze vanaf heden werkzaam zou zijn bij EVA TV. EVA TV was een nieuwe onderneming van Joop van den Ende en Paul de Leeuw. In 2008 begon ze mee te werken aan de presentatie van de Top 2000.
Op 7 april 2009 werd het tweede seizoen van de comedyserie S1NGLE uitgezonden waarin Bunskoek te zien was in de rol van Esmée. Bunskoek begon in september 2009 bij BNN. Van 24 augustus tot 18 september presenteerde zij op Net5 een talkshow: De tafel van 5, geproduceerd door EVA TV van Paul de Leeuw.
Vanaf de zomer van 2011 viel zij in voor Mieke van der Weij in het Radio 1-programma TROS Nieuwsshow en in het najaar van 2011 presenteerde ze samen met Roué Verveer voor de NTR het programma De Slavernij. Bunskoek maakte in oktober 2013 haar comeback op RTL 4, waar ze het programma Volgende Week presenteerde. Ze was te zien in het 14e seizoen van Wie is de Mol? op AVRO, dat begon op 2 januari 2014, maar ze was de derde deelnemer die het programma moest verlaten. Datzelfde jaar was ze ook te zien in Celblok H. Ze verscheen als gastvrouw van de talkshow SUUS in het tweede seizoen van De Fractie, dat in de herfst van 2015 werd uitgezonden. Het volgende jaar, in 2016, werd ze de presentatrice van het Net5-programma House Rules Holland. Bunskoek maakte in 2018 opnieuw haar opwachting bij RTL 4 en werd vanaf januari de vaste presentatrice van het middagprogramma 5 Uur Live. Ze vertolkte een bijrol in de Twentse film De Beentjes van Sint-Hildegard in 2020, waar ze het personage van fotografe Julia speelde.
In 2021 vierde Bunskoek het 20-jarige jubileum van RTL Boulevard door nog een keer een uitzending te presenteren. Gedurende de coronacrisis in datzelfde jaar, was ze de gastvrouw van De Coronavaccinatie Talkshow. Na een afwezigheid keerde Bunskoek op 29 augustus 2022 terug naar RTL Boulevard als presentator. Datzelfde jaar was ze te zien in het RTL 4-programma Het perfecte plaatje in Argentinië. Vanaf mei 2023 is ze een vast lid van het panel in het Beste Kijkers programma op RTL 4. In 2024 deed ze mee aan het RTL 4-programma De Pappenheimers.

## Persoonlijk
Van 1998 tot 2001 heeft ze een relatie gehad met de zanger Daniël Lohues en tot 2004 met Jeroen Pauw. Nadien ging ze in Amsterdam samenwonen met Wessel van Diepen.

## Zenders
| Jaar                        | Zender   | Functie            |
| --------------------------- | -------- | ------------------ |
| 1997-1998                   | RTV Oost | Presentatrice      |
| 1998-2002                   | TMF      | Presentatrice      |
| 2002                        | MTV      | Presentatrice      |
| 2002-2005                   | KRO      | Presentatrice      |
| 2005-2008, 2013, 2018-heden | RTL      | Presentatrice      |
| 2009, 2016-2017             | Net5     | Presentatrice      |
| 2009-2010                   | BNN      | Gast-presentatrice |
| 2011                        | NTR      | Presentatrice      |